# Pitzling

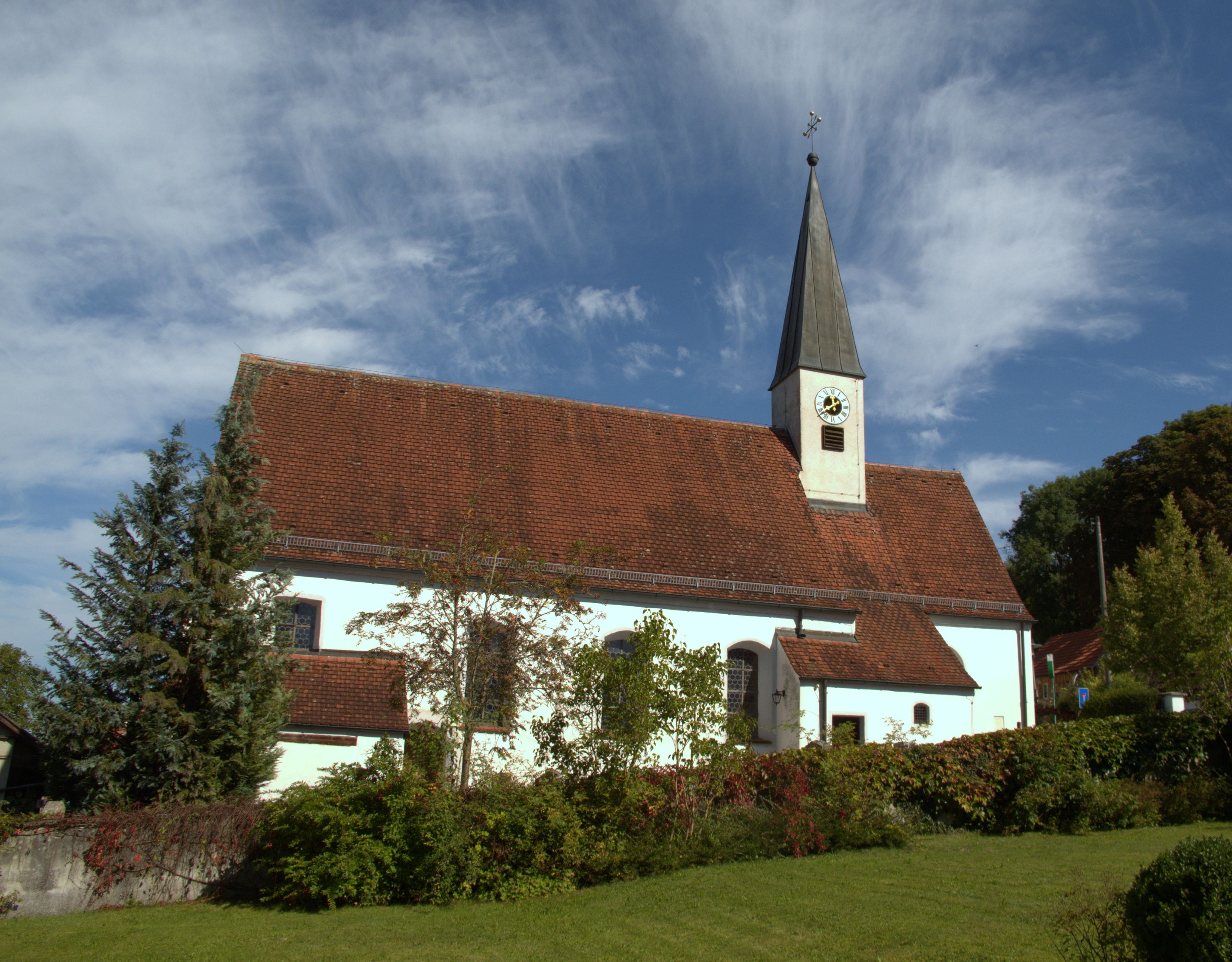
Église de Pitzling.

Pitzling est un village dépendant de la commune de Landsberg am Lech en Bavière (Allemagne). Il se trouve à cinq kilomètres au sud de la ville, à une altitude de 621 mètres. Le domaine du château de Pöring se trouve dans son territoire. Sa situation au bord de la Lech favorise la baignade en été.

## Tourisme et architecture
- Église Notre-Dame-de-la-Réconciliation, desservant le château de Pöring, de Dominikus Zimmermann (1764-1766)
- Église paroissiale Saint-Jean-Baptiste (1435)
- Parc

## Personnalités
- Luise Rinser (1911-2002), femme de lettres